# موستانگ (فیلم)
موستانگ به انگلیسی (The Mustang) یک فیلم درام ۲۰۱۹ به کارگردانی لور دو کلرمون-تونر، از فیلمنامه‌ای از کلرمون-تونر، مونا فاستولولد و بروک نورمن بروک است و ستارگان عبارتند ماتیاس اسخونارتس، جیسون میچل، گیدئون ادلون، کانی بریتون و بروس درن. این فیلم در جشنواره فیلم ساندنس در ۳۱ ژانویه سال ۲۰۱۹ به نمایش گذاشته شد و در ۱۵ مارس ۲۰۱۹ در ایالات متحده توسط فوکس فیچرز منتشر شد.

## داستان
موستانگ داستان مردی به نام رومان کلمن را روایت می‌کند، یک زندانی که به او فرصت مشارکت در یک برنامهٔ درمانی نوتوانی شامل تمرین دادن به اسب‌های وحشی موستانگ داده می‌شود و…

## بازیگران
- ماتیاس اسخونارتس به عنوان روم کولمن
- جیسون میچل به عنوان هنری
- بروس درن به عنوان میلز
- گیدیئن آدلون به عنوان مارتا
- کانی بریتون به عنوان روانشناس
- جاش استوارت به عنوان دن

## گویندگان(دوبله)
دوبله این فیلم در پاییز سال 1398 به مدیریت بهمن هاشمی و صدابرداری پیمان صالحی در واحد دوبلاژ تلویزیون انجام شد و در نهایت از شبکه چهار پخش شد.
| بازیگر           | نقش       | دوبلور          |
| ---------------- | --------- | --------------- |
| ماتیاس اسخونارتس | روم کولمن | منوچهر والی‌زاده |
| بروس درن         | میلز      | منوچهر اسماعیلی |
| کانی بریتون      | روانشناس  | معصومه آقاجانی  |
| جاش استوارت      | دن        | دانیال الیاسی   |
| جاسمیت بادوالی   | مایکل     | علی بیگ محمدی   |

## تولید
در ماه مه ۲۰۱۷، ماتیاس اسخونارتس اعلام شد و جیسون میچل به کارگردانی این فیلم با لور دو کلرمون تننر از فیلمنامه ای که او نوشت، همراه با مونا فاستولولد و بروک نورمن بروک، با کارگردانی این فیلم، پیوست. فیلمبرداری در زندان کارسون سیتی، نوادا انجام شد. در تاریخ ۳۱ ژانویه ۲۰۱۹، جشنواره فیلم ساندنس در آن حضور داشت. در تاریخ ۱۵ مارس ۲۰۱۹ منتشر شد.

## پذیرش
بر اساس رتبه‌بندی راتن تومیتوز، فیلم دارای امتیاز تأیید ۹۴٪ است که براساس ۹۶ بازبینی با میانگین میانگین ۷٫۵۵ / ۱۰ است. اجماع حیاتی این سایت می‌گوید: موستانگ دیدگاه‌های تازه را در یک داستان تخیلی آشنا به ارمغان می‌آورد با عملکرد قدرتمند از بروس درن و ماتیاس اسخونارتس. در متاکریتیک، این فیلم به‌طور متوسط ۷۷ نمره از ۱۰۰، بر اساس ۳۳ منتقد، نشان می‌دهد که "به‌طور کلی بررسی مطلوب می‌باشد.